# Archilestes
Archilestes es un género de insectos zigópteros de la familia Lestidae. Archilestes californicus y Archilestes grandis son las especies más comunes.

## Especies
Comprende las siguientes ocho especies:
- Archilestes californicus (McLachlan, 1895).[1]
- Archilestes exoletus (Hagen in Selys, 1862).
- Archilestes grandis (Rambur, 1942).[1]
- Archilestes guayaraca (De Marmels, 1982).
- Archilestes latialatus (Donnelly, 1981).
- Archilestes neblina (Garrison, 1982).
- Archilestes regalis (Gloyd, 1944).
- Archilestes tuberalatus (Williamson, 1921).